# Argiope boesenbergi
Argiope boesenbergi är en spindelart som beskrevs av Claude Lévi 1983. Argiope boesenbergi ingår i släktet Argiope och familjen hjulspindlar. Inga underarter finns listade i Catalogue of Life.